# Bitwa w Sanie
Bitwa w Sanie − starcie zbrojne między zbuntowanymi bojówkami plemiennymi Hashid, broniących prodemokratycznych ruch oporu, a siłami rządowymi podczas jemeńskiej rewolucji. Walki rozpoczęły się 23 maja, kiedy do stolicy dotarły bojówki po tym, jak prezydent Salih odmówił podpisania porozumienia, kończącego konflikt.
Pod koniec maja wobec fiaska negocjacji Rady Współpracy Zatoki Perskiej, do mediacji przystąpiły Stany Zjednoczone oraz Unia Europejska. Plan został 21 maja podpisany w Sanie przez opozycję, jednak dzień później prezydent Salih odmówił podpisania ugody, pod pretekstem braku ceremonii pożegnalnej. 23 maja w sytuacji kiedy prezydent uniknął ustąpienia, milicje plemienne Hashid wymówiły posłuszeństwo prezydentowi i przyłączyło się do demonstrantów i ruszyło na stolicę.
Po kilku dniach intensywnych walk 28 maja zawieszono broń, jednak walki szybko wznowiono. 3 czerwca w ostrzale rakietowym pałacu prezydenckiego ciężko ranny został prezydent Ali Abd Allah Salih, który na leczenie wyjechał do Arabii Saudyjskiej. Niedługo po tym wydarzeniu zawieszono broń w stolicy.

## Bitwa
Dzień po tym jak Salih odmówił podpisania porozumienia, szejk Sadiq al-Ahmar szef federacji plemiennych Hashid, jednego z najpotężniejszych plemion w kraju, zadeklarował wsparcie dla opozycji i jego zwolennicy rozpoczęli w walki z siłami bezpieczeństwa w Sanie. Rozpoczęły się ciężkie walki uliczne, które obfitowały w wymianę ognia artyleryjskiego oraz rakietowego. W trakcie pierwszych czterech dniach bitwy, poległo 120 osób, zarówno żołnierzy, bojówkarzy, jak i cywilów. Buntownicy przejęli kilka budynków rządowych w stolicy, a także siedzibę agencji informacyjnej Saba oraz budynki lotnicze. Trwały nieustanne ataki an budynek Ministerstwa Spraw Zagranicznych uważany za bastion lojalistów Saliha. Świadkowie tamtych wydarzeń, ostrzegali, ze kraj stanął na krawędzi wojny domowe. 26 maja w nocy walki rozprzestrzeniły się w dzielnicy Arhad, gdzie brygada gwardii prezydenckiej Saliha starły się z bojówkami plemiennymi. Wojsko ostrzeliwało pozycje zajmowane przez rebeliantów w wyniku czego zginęło 28 kolejnych osób.
28 maja bojówki Hashid walczące w Sanie zawarły rozejm z wojskiem jemeńskim. Mimo porozumienia niebawem wznowiono wymianę ognia artyleryjskiego. Walki jednak w kolejnych dniach ustały. 31 maja rozejm zerwano i kontynuowano uliczne walki w Sanie. Milicja plemienna przejęła kontrolę nad siedzibą Kongresu Generalnego. 1 czerwca liczba zabitych w stolicy przekroczyła 200 osób, gdyż samego pierwszego dnia nowego miesiąca na ulicach miasta poległo 47 osób. 2 czerwca na stolicę maszerowały tysiące uzbrojonych plemiennych bojowników. Wojsko próbowało ich zablokować 15 km na północ od miasta. W bitwie udział wzięły czołgi oraz pojazdy opancerzone. W jednoczesnych walkach w centrum miasta zginęło 15 osób w tym 7-letnia dziewczynka.
3 czerwca w Sanie doszło do ataku rakietowego na pałac prezydencki w którym ranny został prezydent Ali Abd Allah Salih. Czterech prezydenckich ochroniarzy zginęło na miejscu, a przewodniczący parlamentu, premier Ali Muhammad Mudżawar i jeden z wicepremierów zostali przewiezieni w stanie krytycznym do szpitala. Łącznie w ataku na pałac śmierć poniosło 11 osób, 124 zostało rannych. Wieczorem jemeńska telewizja nadała komunikat audio z przemówieniem rannego prezydenta. W odwecie armia zbombardowała dom przywódcy plemiennych buntowników Hamida al-Ahmara na południu Sany. 10 osób zginęło, a 35 odniosło obrażenia.
5 czerwca demonstranci rozpoczęli świętować w Sanie obalenie reżimu, jaki według nich się dokonał. Dzisiaj narodził się nowy Jemen skandowali przeciwnicy rannego prezydenta. Pomimo kolejnego zawieszenia broni w stolicy doszło do wymiany ognia. 6 czerwca w dzielnicy Hasaba zwolennicy reżimu otwarli ogień do rebeliantów. Zginęło sześć osób.